# Bicașu
Bicașu – wieś w Rumunii, w okręgu Marusza, w gminie Hodac. W 2011 roku liczyła 129 mieszkańców.